# Südkoreanische Badmintonmeisterschaft 2004
Die Südkoreanische Badmintonmeisterschaft 2004 fand vom 26. bis zum 29. Dezember 2004 in Seoul statt. Es war die 47. Auflage der Titelkämpfe.

## Austragungsort
- Magok Indoor Gymnasium

## Medaillengewinner
| Disziplin    | Gold                       | Silber                        | Bronze                      |
| ------------ | -------------------------- | ----------------------------- | --------------------------- |
| Herreneinzel | Park Sung-hwan             | Jang Young-soo                | Kim Ki-seok                 |
| Herreneinzel | Park Sung-hwan             | Jang Young-soo                | Ahn Hyun-suk                |
| Dameneinzel  | Jun Jae-youn               | Hwang Hye-youn                | Seo Yoon-hee                |
| Dameneinzel  | Jun Jae-youn               | Hwang Hye-youn                | Lee Jong-boon               |
| Herrendoppel | Lee Jae-jin Jung Jae-sung  | Kim Dong-moon Ha Tae-kwon     | Jung Hoon-ho Jung Hoon-min  |
| Herrendoppel | Lee Jae-jin Jung Jae-sung  | Kim Dong-moon Ha Tae-kwon     | Lee Dong-soo Yoo Yong-sung  |
| Damendoppel  | Lee Kyung-won Lee Hyo-jung | Chung Jae-hee Jung Youn-kyung | Yim Kyung-jin Seo Yoon-hee  |
| Damendoppel  | Lee Kyung-won Lee Hyo-jung | Chung Jae-hee Jung Youn-kyung | Joo Hyun-hee Jun Woul-sik   |
| Mixed        | Kim Dong-moon Lee Hyo-jung | Kim Yong-hyun Jun Woul-sik    | Yoo Yong-sung Chung Jae-hee |
| Mixed        | Kim Dong-moon Lee Hyo-jung | Kim Yong-hyun Jun Woul-sik    | Lee Dong-soo Lee Kyung-won  |